# تشارلز شو (كاتب)
تشارلز شو (بالإنجليزية: Charles Shaw)‏ هو صحفي وكاتب وكاتب سيناريو أسترالي، ولد في 10 أغسطس 1900 في ساوث ملبورن في أستراليا، وتوفي في 1 أغسطس 1955 في سيدني في أستراليا بسبب نزف مخي.

## وصلات خارجية
- تشارلز شو على موقع IMDb (الإنجليزية)
- تشارلز شو على موقع قاعدة بيانات الفيلم (الإنجليزية)
- تشارلز شو على موقع كينوبويسك (الروسية)